# Pete Jarman
Peterson Bryant "Pete" Jarman, född 31 oktober 1892 i Greensboro, Alabama, död 17 februari 1957 i Washington, D.C., var en amerikansk diplomat och politiker (demokrat). Han var ledamot av USA:s representanthus 1937–1949 och USA:s ambassadör i Australien 1949–1953.
Jarman efterträdde 1937 William B. Oliver som kongressledamot och efterträddes 1949 av Edward deGraffenried. Senare samma år efterträdde han Myron M. Cowen som ambassadör i Canberra och efterträddes 1953 i den befattningen av Amos J. Peaslee.
Ingen tidigare amerikansk ambassadör i Australien hade haft bakgrund som kongressledamot. När Harry S. Truman utnämnde Jarman till Canberra år 1949, beskyllde kritikerna både utnämnaren och den tillträdande ambassadören för att ha haft mindre ädla motiv. Å ena sidan beskylldes Jarman för att ha önskat sig uppdraget i Australien främst för att han behövde pengar. Å andra sidan kritiserades Trumanadministrationen för en tendens att utse besvärliga politiker till diplomatuppdrag i utlandet och på det sättet nedprioritera länder som Australien.